# Góry Badżalskie
Góry Badżalskie (ros.: Баджальский хребет, Badżalskij chriebiet) – pasmo górskie w azjatyckiej części Rosji, w Kraju Chabarowskim. Rozciąga się między Amurem a Amguniem na długości ok. 220 km. Najwyższy szczyt osiąga 2640 m n.p.m. Pasmo zbudowane z permskich łupków i piaskowców oraz kredowych andezytobazaltów poprzecinanych granitami, porfirami i gabrodiorytami. W wyższych partiach występuje rzeźba wysokogórska i tundra górska. U podnóży znajdują się bagna i lasy modrzewiowe, które przechodzą na zboczach w tajgę jodłowo-świerkową.